# Областной комплексный центр социальной адаптации граждан
Областной комплексный центр социальной адаптации граждан (ранее — Новосибирский областной Дом ночного пребывания) — центр для помощи бездомным, беженцам и другим людям, оказавшимся в сложных жизненных ситуациях. Расположен в Новосибирске.

## История
1 июня 1994 года постановлением губернатора Новосибирской области был основан Новосибирский областной дом ночного пребывания. 7 июля этого года учреждение было открыто.
24 февраля 2014 года распоряжением областного правительства Новосибирский областной Дом ночного пребывания был переименован в Областной комплексный центр социальной адаптации граждан.

## Деятельность
Центр оказывает помощь людям, которые оказались в сложной жизненной ситуации (пожилые люди, инвалиды, беженцы, бомжи), и одновременно препятствует возникновению в городе очагов инфекции.
Учреждение предоставляет двухразовое питание, койкоместо на ночь, социально-бытовую и первую доврачебную помощь.
В центре работает санпропускник с дезинфекционными камерами для обработки одежды и душевыми.

## Статистические данные
За 6 месяцев 1994 года в организацию обратилось 1354 человека, в 1995 году количество обратившихся за помощью составило уже 17 268 человек, в 1996 —  18 455, в 1997 — 21 642, в 1998 — 23 447, в 1999 — 22 857, в 2000 — 23 798.
С 1994 по 1997 год 27 586 посетителям была оказана первая доврачебная помощь, 279 человек были госпитализированы в медицинские стационары, 3208 человек прошли противопедикулёзное лечение, 784 — пролечены от чесотки, 1440 человек получили прививки от дифтерии. У 864 человек обнаружены инфекционные, в том числе венерические, заболевания. Практически у 40 % всех посетителей были выявлены различные формы туберкулёза.